# Wiera Niebolsina
Wiera Walerjewna Niebolsina, ros. Вера Валерьевна Небольсина (ur. 16 grudnia 1989 w Tomsku) – rosyjska szachistka, arcymistrzyni od 2007 roku.

## Kariera szachowa
Zasad gry w szachy nauczyła się w wieku 4 lat od swojej matki, Tatiany, natomiast starty w turniejach rozpoczęła dwa lata później. Wkrótce zaczęła odnosić sukcesy, z których pierwszym było zwycięstwo w mistrzostwach Rosji do 7 lat. W 1998 r. zdobyła w Oropesa del Mar tytuł mistrzyni świata juniorek do 10 lat, w następnym roku w tym samym mieście i w tej samej kategorii zdobywając tytuł wicemistrzowski (za Kateriną Łahno). W 2000 r. zdobyła drugi srebrny medal MŚ, ponownie w Oropesa del Mar, w kategorii do 12 lat. W kolejnych latach wielokrotnie reprezentowała Rosję na mistrzostwach świata i Europy, w 2007 r. osiągając w Erywaniu największy sukces w dotychczasowej karierze w postaci złotego medalu mistrzostw świata juniorek do 20 lat. Za to osiągnięcie Międzynarodowa Federacja Szachowa przyznała jej tytuł arcymistrzyni.
Do innych indywidualnych sukcesów Wiery Niebolsiny należą II m. w międzynarodowych turniejach w Tomsku (2006, za Ilią Szkurichinem) i Saint-Lô (2007, za Jewgienijem Piankowem) oraz dz. I m. w mistrzostwach Rosji juniorek do lat 20 (2007, wspólnie z m.in. Walentiną Guniną).
Najwyższy ranking w dotychczasowej karierze osiągnęła 1 stycznia 2011 r., z wynikiem 2388 punktów zajmowała wówczas 78. miejsce na światowej liście FIDE, jednocześnie zajmując 18. miejsce wśród rosyjskich szachistek.